# Rano Kau
Le Rano Kau est un volcan du Chili situé à la pointe sud-ouest de l'île de Pâques. Il est composé d'un cratère au fond plat recouvert de nombreux petits lacs et abrite le site pascuan d'Orongo au sommet des falaises.

## Géographie
Le Rano Kau constitue la pointe sud-ouest de l'île de Pâques, une île d'Océanie, dans l'océan Pacifique, constituant une province de la région de Valparaíso au Chili. Au nord du volcan se trouve la principale ville de l'île, Hanga Roa, ainsi que l'aéroport international Mataveri et au sud-ouest du volcan émergent de l'océan les rochers de Motu Kau Kau, Motu Iti et Motu Nui.
Le Rano Kau est un volcan bouclier dont le sommet est constitué d'un cratère d'un kilomètre de diamètre au parois abruptes de 300 mètres de profondeur et au fond plat couvert de plusieurs petits lacs. L'un des rebords de ce cratère constitue le point culminant du volcan avec 300 ou 410 mètres d'altitude.
À l'ouest du cratère, en haut de la falaise qui domine l'océan Pacifique se trouve le site pascuan d'Orongo.

## Histoire
Le site d'Orongo sur le flanc Ouest du Rano Kau est un ancien centre cérémoniel pascuan.
Au XVIIe siècle, la caste de guerriers qui prend le pouvoir sur l'île impose le culte du dieu Make-make et de l'« homme oiseau ». Elle organise ainsi une compétition où les champions de chaque clan partent du sommet du volcan pour aller y chercher l'œuf d'un oiseau de mer, la frégate, pondu sur un îlot du large. Le premier arrivé à l'issue de cette sorte de biathlon sans merci se voyait doté du statut d'« homme oiseau ».

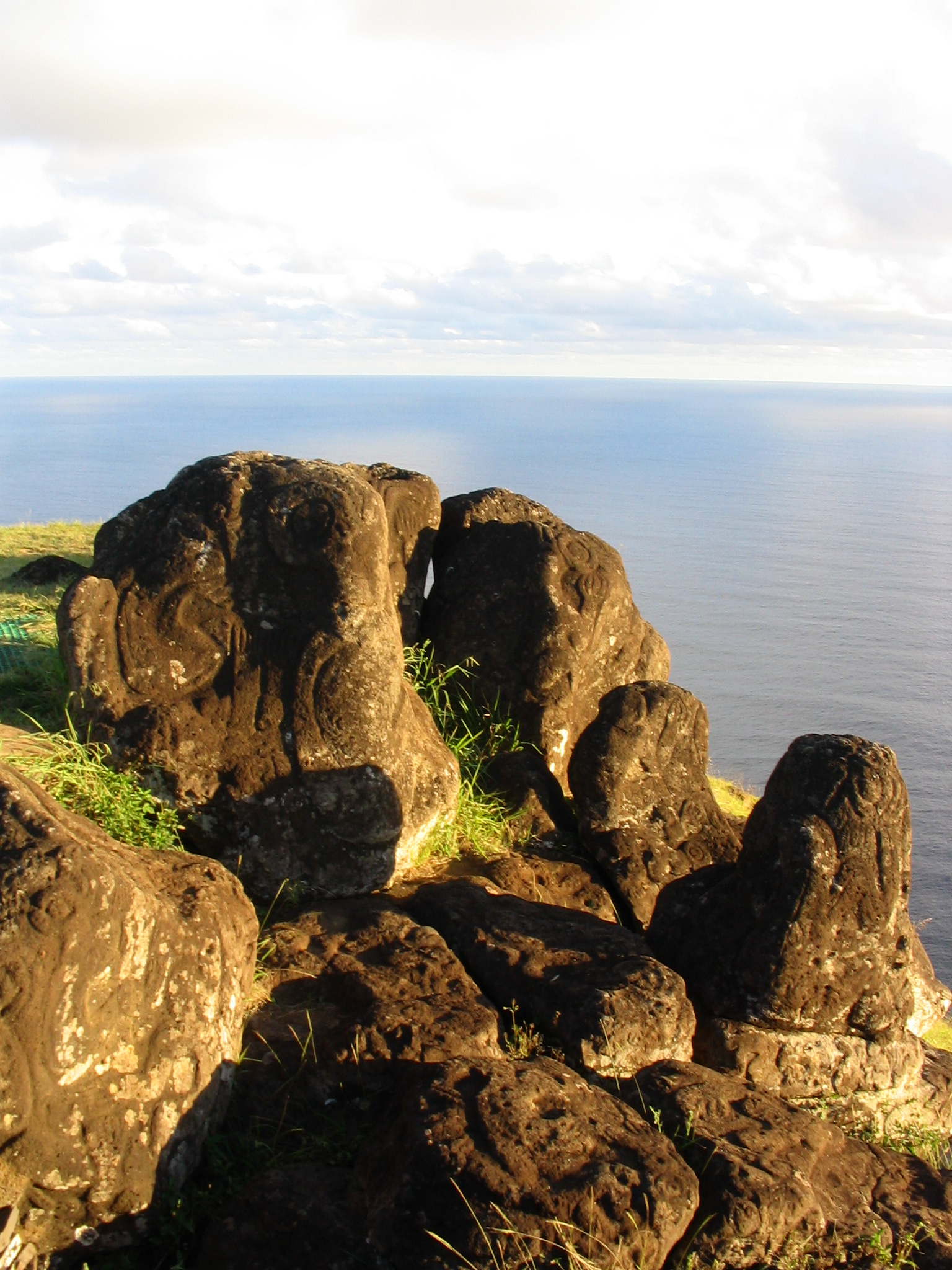
Pétroglyphes à Orongo, le site pascuan au sommet du volcan.

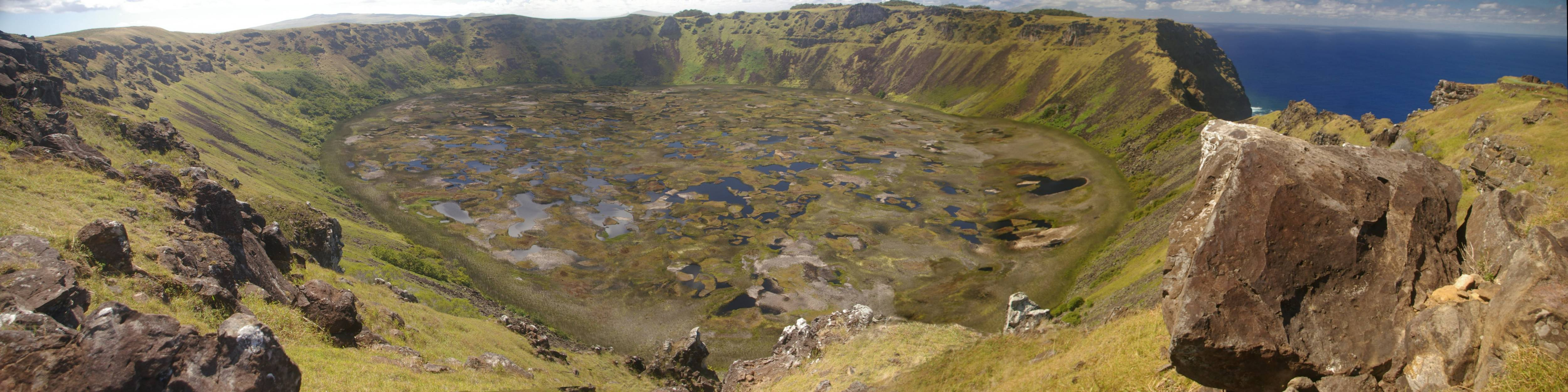
Vue panoramique du Rano Kau.